# Нижньощелепний нерв
Нижньощелепний нерв (лат. nervus mandibularis) — змішаний, є однією з трьох гілок трійчастого нерва. Виходить з черепа через овальний отвір у великому крилі клиноподібної кістки і розгалужується на чутливі, рухові і змішані гілки.

## Чутливі гілки
- вушно-скроневий нерв (n. auriculotemporalis) — прямує до передньої частини вушної раковини, зовнішнього слухового проходу і шкіри скроні
- щічний нерв (n. buccalis) — іннервує слизову оболонку щоки
- язиковий нерв (n. lingualis) — дає гілки, які залягають у перших двох третинах спинки язика

## Рухові гілки
- жувальний нерв (n. massetericus) — іннервує жувальний м'яз
- глибокі скроневі нерви (nn. temporales profundi) — прямують до скроневого м'яза
- медіальний і латеральний крилоподібні нерви (nn. pterygoidei medialis et lateralis) — підходять до медіального крилоподібного і латерального крилоподібного м'язів
- нерв м'яза-натягувача піднебінної завіски (n. tensoris veli palatini) — іннервує однойменний м'яз і м'яке піднебіння
- нерв м'яза-натягувача барабанної перетинки (n. tensoris timpani) — іннервує однойменний м'яз

## Змішана гілка
Нижній альвеолярний нерв (n. alveolaris inferior). Його рухова гілка прямує до щелепно-під'язикового м'яза і переднього черевця двочеревцевого м'яза. Потім, виходячи через отвір нижньої щелепи в однойменний канал, він дає гілки, що утворюють нижнє зубне сплетіння, таким чином іннервуючи ясна та зуби нижньої щелепи. Кінцева гілка нижнього альвеолярного нерва називається підборідним нервом (n. mentalis) і проходить через підпідборідний отвір нижньої щелепи і прямує до нижньої губи і шкіри підборіддя.